# Patoka (Indiana)
Patoka és una població dels Estats Units a l'estat d'Indiana. Segons el cens del 2000 tenia 749 habitants.

## Demografia
Segons el cens del 2000, Patoka tenia 749 habitants, 308 habitatges, i 217 famílies. La densitat de població era de 413,1 habitants/km².
Dels 308 habitatges en un 32,1% hi vivien nens de menys de 18 anys, en un 50% hi vivien parelles casades, en un 16,2% dones solteres, i en un 29,5% no eren unitats familiars. En el 25% dels habitatges hi vivien persones soles el 12% de les quals corresponia a persones de 65 anys o més que vivien soles. El nombre mitjà de persones vivint en cada habitatge era de 2,43 i el nombre mitjà de persones que vivien en cada família era de 2,86.
Per edats la població es repartia de la següent manera: un 25,2% tenia menys de 18 anys, un 8% entre 18 i 24, un 29,2% entre 25 i 44, un 25,6% de 45 a 60 i un 11,9% 65 anys o més.
L'edat mediana era de 38 anys. Per cada 100 dones de 18 o més anys hi havia 95,1 homes.
La renda mediana per habitatge era de 35.208 $ i la renda mediana per família de 40.227 $. Els homes tenien una renda mediana de 33.636 $ mentre que les dones 18.681 $. La renda per capita de la població era de 16.587 $. Entorn del 9,6% de les famílies i el 10,8% de la població estaven per davall del llindar de pobresa.

## Poblacions més properes
El següent diagrama mostra les poblacions més properes.